# وزارة السياحة والآثار (فلسطين)
وزارة السياحة والآثار الفلسطينية هي وزارة فلسطينية أنشئت عقب تأسيس السلطة الوطنية الفلسطينية. تتولى الوزارة عملية إدارة وتنظيم وتطوير القطاع السياحي الفلسطيني.

## النشأة
أنشئت وزارة السياحة والآثار الفلسطينية عام 1994 في عهد السلطة الوطنية الفلسطينية، بعد صدور مرسوم رئاسي من قبل الرئيس ياسر عرفات يقضي بتأسيسها.

## المهام
تقوم وزارة السياحة والآثار الفلسطينية بمهام عدة أهمها زيادة حصة فلسطين من السياح الأجانب، وتطوير وحماية المواقع السياحية الثقافية والأثرية والدينية؛ من خلال تنفيذ مشاريع الكشف والترميم والصيانة وإعادة التأهيل.

## أحداث
- في 21 يوليو 2020: أدانت وزارة السياحة والآثار الفلسطينية سرقة جيش الاحتلال الإسرائيلي ل ـ«جُرن المعمودية» الأثري من بلدة تقوع بمحافظة بيت لحم.[3]

- في 5 سبتمبر 2020: أدانت وزارة السياحة والآثار الفلسطينية قرار سُلطات الاحتلال الإسرائيلي بالاستيلاء على خربتي دير سمعان ودير قلعة الأثريتان غرب محافظة سلفيت،[4] وقالت: «أن الاحتلال مستمر في تزيف التاريخ والحقائق، ونهب الآثار وتاريخ الحضارات التي تعاقبت على أرض فلسطين في محاولة باطلة لإثبات أنه صاحب الأرض.»[5]

## وصلات خارجية
- الموقع الرسمي لوزارة السياحة والآثار الفلسطينية